# Provinciale Statenverkiezingen 1950

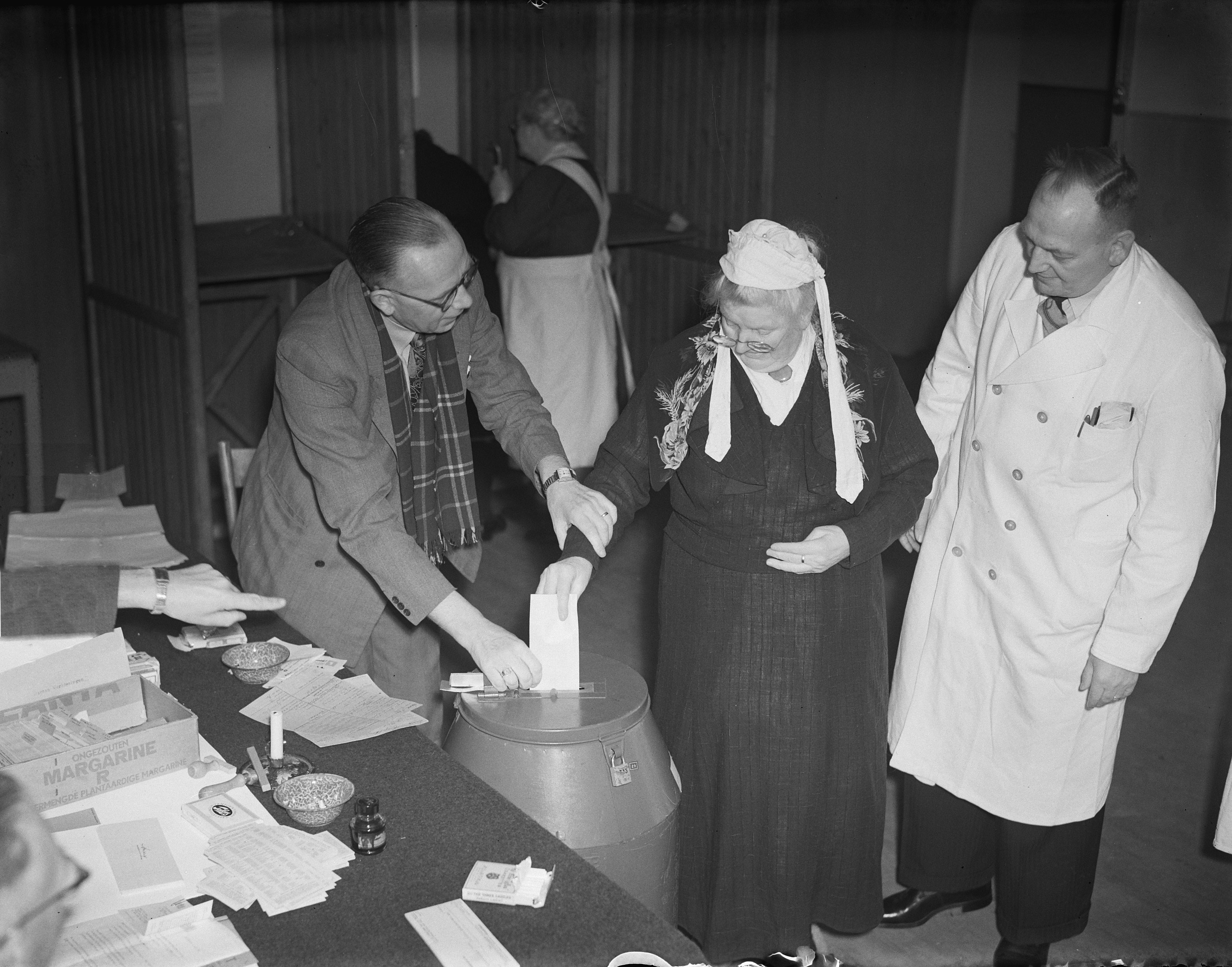
Verkiezingen voor Provinciale Staten in Amsterdam.

De Provinciale Statenverkiezingen 1950 waren Nederlandse verkiezingen die op 26 april 1950 werden gehouden voor de leden van Provinciale Staten in de elf provincies.

## Aanloop
Om stemgerechtigd te zijn diende men de Nederlandse nationaliteit te hebben, op de dag van de stemming ten minste 23 jaar oud te zijn en op de dag van de kandidaatstelling te wonen in de provincie waarvoor de verkiezing plaatsvond. Nederlanders die in het buitenland woonden en niet ingeschreven stonden in een Nederlandse gemeente hadden geen stemrecht bij deze verkiezingen.

## Uitslagen

### Opkomst
|                  | 1946      | 1946      | 1950      | 1950  |
| # stemmen        | %         | # stemmen | %         |       |
| ---------------- | --------- | --------- | --------- | ----- |
| Kiesgerechtigden | 5.243.809 |           | 5.542.119 |       |
| Niet opgekomen   | 410.852   | 7,83      | 449.517   | 8,11  |
| Opkomst          | 4.832.957 | 92,17     | 5.092.602 | 91,89 |
| Ongeldig/blanco  | 158.828   | 3,29      | 248.972   | 4,89  |
| Geldige stemmen  | 4.674.129 | 96,71     | 4.843.630 | 95,11 |

### Landelijk overzicht
| Zetelverdeling Provinciale Staten       | Zetelverdeling Provinciale Staten | Zetelverdeling Provinciale Staten | Zetelverdeling Provinciale Staten |
| Partij                                  | 1946                              | 1950                              | verschil                          |
| --------------------------------------- | --------------------------------- | --------------------------------- | --------------------------------- |
|                                         |                                   |                                   |                                   |
| Katholieke Volkspartij                  | 188                               | 189                               |                                   |
| Katholiek Nationale Partij              | -                                 | 1                                 |                                   |
| subtotaal                               | 188                               | 190                               | +2                                |
|                                         |                                   |                                   |                                   |
| Partij van de Arbeid                    | 157                               | 156                               | -1                                |
|                                         |                                   |                                   |                                   |
| Anti-Revolutionaire Partij              | 78                                | 76                                |                                   |
| Christelijk-Historische Unie            | 62                                | 70                                |                                   |
| Samenwerkende Christelijke Groeperingen | 0                                 | 1                                 |                                   |
| subtotaal                               | 140                               | 147                               | +7                                |
|                                         |                                   |                                   |                                   |
| Partij van de Vrijheid                  | 37                                | -                                 |                                   |
| Volkspartij voor Vrijheid en Democratie | -                                 | 49                                |                                   |
| subtotaal                               | 37                                | 49                                | +12                               |
|                                         |                                   |                                   |                                   |
| Communistische Partij van Nederland     | 58                                | 31                                | -27                               |
| Staatkundig Gereformeerde Partij        | 10                                | 11                                | +1                                |
| Middenstandspartij                      | -                                 | 2                                 | +2                                |
| Gereformeerd Politiek Verbond           | -                                 | 1                                 | +1                                |
| provinciale partijen                    | -                                 | 3                                 | +3                                |
| totaal                                  | 590                               | 590                               | 0                                 |

### Uitslagen per provincie naar partij
| Provincie     | Aantal zetels per partij | Aantal zetels per partij | Aantal zetels per partij | Aantal zetels per partij | Aantal zetels per partij | Aantal zetels per partij | Aantal zetels per partij | Aantal zetels per partij | Aantal zetels per partij | Aantal zetels per partij | Aantal zetels per partij | Aantal zetels per partij |
| Provincie     | KVP                      | PvdA                     | ARP                      | CHU                      | VVD                      | CPN                      | SGP                      | MP                       | KNP                      | GPV                      | overige                  | totaal                   |
| ------------- | ------------------------ | ------------------------ | ------------------------ | ------------------------ | ------------------------ | ------------------------ | ------------------------ | ------------------------ | ------------------------ | ------------------------ | ------------------------ | ------------------------ |
| Groningen     | 2                        | 17                       | 9                        | 6                        | 6                        | 4                        | -                        | 0                        | -                        | 1                        | -                        | 45                       |
| Friesland     | 3                        | 17                       | 13                       | 10                       | 4                        | 2                        | 0                        | 0                        | -                        | 0                        | 1                        | 50                       |
| Drenthe       | 2                        | 13                       | 7                        | 5                        | 7                        | 1                        | -                        | -                        | -                        | 0                        | -                        | 35                       |
| Overijssel    | 14                       | 12                       | 5                        | 8                        | 4                        | 3                        | 1                        | -                        | -                        | 0                        | -                        | 47                       |
| Gelderland    | 21                       | 15                       | 7                        | 11                       | 5                        | 1                        | 2                        | 0                        | 0                        | 0                        | 0                        | 62                       |
| Utrecht       | 12                       | 11                       | 7                        | 6                        | 3                        | 1                        | 1                        | -                        | -                        | 0                        | 0                        | 41                       |
| Noord-Holland | 19                       | 24                       | 8                        | 5                        | 8                        | 13                       | 0                        | -                        | 0                        | 0                        | 0                        | 77                       |
| Zuid-Holland  | 16                       | 27                       | 13                       | 9                        | 8                        | 5                        | 3                        | 0                        | 1                        | 0                        | 0                        | 82                       |
| Zeeland       | 9                        | 11                       | 6                        | 8                        | 3                        | 0                        | 4                        | 1                        | -                        | 0                        | 0                        | 42                       |
| Noord-Brabant | 52                       | 6                        | 1                        | 2                        | 1                        | 0                        | 0                        | 1                        | 0                        | -                        | 1                        | 64                       |
| Limburg       | 39                       | 3                        | 1                        | 1                        | -                        | 1                        | -                        | -                        | 0                        | -                        | 1                        | 45                       |
| totaal        | 189                      | 156                      | 76                       | 70                       | 49                       | 31                       | 11                       | 2                        | 1                        | 1                        | 3                        | 590                      |
| totaal        | 189                      | 156                      | 1                        |                          | 49                       | 31                       | 11                       | 2                        | 1                        | 1                        | 3                        | 590                      |

Een "-" in de tabel betekent dat de betreffende partij bij de verkiezingen van 1950 in de betrokken provincie geen kandidatenlijst heeft ingediend.

## Eerste Kamerverkiezingen
De leden van Provinciale Staten in de kiesgroepen II en IV kozen op 31 juli 1951 bij Eerste Kamerverkiezingen 25 nieuwe leden van de Eerste Kamer.
De leden van Provinciale Staten kozen bij de Eerste Kamerverkiezingen op 26 juni 1952 in vier kiesgroepen een geheel nieuwe Eerste Kamer.
Provinciale Statenverkiezingen zijn daarmee behalve provinciaal ook nationaal van belang.
1910 · 
1913 · 
1916 · 
1919 · 
1923 · 
1927 · 
1931 · 
1935 · 
1939 · 
1946 · 
1950 · 
1954 · 
1958 · 
1962 · 
1966 · 
1970 · 
1974 · 
1978 · 
1982 · 
1985 · 
1987 · 
1991 · 
1995 · 
1999 · 
2003 · 
2007 · 
2011 · 
2015 · 
2019 · 
2023